# William Carvalho
William Silva de Carvalho (Luanda, 7 april 1992) is een Portugees voetballer van Angolese afkomst die doorgaans als verdedigende middenvelder speelt. Hij tekende in juli 2018 een contract tot medio 2023 bij Real Betis, dat hem overnam van Sporting Lissabon. Carvalho debuteerde in 2013 in het Portugees voetbalelftal.

## Clubcarrière

### Jeugd
Toen hij nog jong was, verhuisde Carvalho met zijn familie van Angola naar Portugal. In 2004, na een jaar bij Recreios Desportivos de Algueirão gespeeld te hebben, belandde hij in de jeugd van União Sport Clube de Mira Sintra. Hier speelde hij opnieuw één jaar, waarna hij naar de jeugd van Sporting Lissabon trok. Hij speelde hier tot 2011 in de jeugdteams van de club.

### Sporting Lissabon
In 2011 kwam hij bij het eerste elftal van Sporting Lissabon. Op 3 april 2011 maakte hij zijn officiële debuut voor de club door in de negentigste minuut in te vallen voor Matías Fernández in de wedstrijd tegen Vitória SC (1–1). In het seizoen 2011/2012 werd hij verhuurd aan de Portugese derdeklasser CD Fátima. Hier kwam hij tot dertien wedstrijden en drie doelpunten. Na een half seizoen werd hij teruggeroepen om uitgeleend te worden aan de Belgische eersteklasser Cercle Brugge, met wie Sporting Lissabon een samenwerkingsakkoord heeft. In dit half seizoen kwam hij tot negentien wedstrijden en één doelpunt. Na dit seizoen werd beslist om hem nog een jaar uit te lenen aan Cercle. Hij kwam dat seizoen tot drieëntwintig wedstrijden en twee doelpunten en kon met Cercle maar nipt degradatie vermijden. Hiernaast verloor de club ook nog de bekerfinale tegen KRC Genk (0–2).
Aan het begin van het seizoen 2013/14 werd hij door coach Leonardo Jardim opgenomen in het eerste elftal van Sporting Lissabon. Jardim gebruikte Carvalho al snel veelvuldig en was erg tevreden over de controlerende middenvelder. Hij maakte zijn eerste doelpunt in de wedstrijd tegen FC Porto (3–1 nederlaag) op 27 oktober 2013. In de zomer van 2014 wilde Arsenal de middenvelder graag overnemen, maar een bod van circa achttien miljoen euro plus Joel Campbell werd afgewezen door Sporting. Zij vroegen minimaal dertig miljoen voor Carvalho.
Op 16 augustus 2014 kreeg Carvalho zijn eerste rode kaart in zijn professionele carrière. Tijdens het openingsduel van het nieuwe seizoen kreeg hij in de tweede helft zijn tweede gele kaart tegen Académica Coimbra. Na zijn uitsluiting door scheidsrechter Artur Soares Dias kwam Académica nog terug van 0–1 achter tot 1–1. In november kocht Sporting alle rechten van Carvalho, nadat eerder een derde partij een deel van zijn transferrechter in handen had.

## Clubstatistieken
| Seizoen | Club              | Land              | Competitie         | Competitie | Competitie | Beker | Beker | Internationaal | Internationaal | Totaal | Totaal |
| Seizoen | Club              | Land              | Competitie         | Wed.       | Dlp.       | Wed.  | Dlp.  | Wed.           | Dlp.           | Wed.   | Dlp.   |
| ------- | ----------------- | ----------------- | ------------------ | ---------- | ---------- | ----- | ----- | -------------- | -------------- | ------ | ------ |
| 2010/11 | Sporting Lissabon | Vlag van Portugal | Primeira Liga      | 1          | 0          | 0     | 0     | 0              | 0              | 1      | 0      |
| 2011/12 | → CD Fátima       | Vlag van Portugal | Segunda Liga       | 13         | 3          | 0     | 0     | —              | —              | 13     | 3      |
| 2011/12 | → Cercle Brugge   | Vlag van België   | Jupiler Pro League | 20         | 1          | 0     | 0     | —              | —              | 20     | 1      |
| 2012/13 | → Cercle Brugge   | Vlag van België   | Jupiler Pro League | 28         | 2          | 4     | 0     | —              | —              | 32     | 2      |
| 2013/14 | Sporting Lissabon | Vlag van Portugal | Primeira Liga      | 29         | 4          | 4     | 0     | —              | —              | 33     | 4      |
| 2014/15 | Sporting Lissabon | Vlag van Portugal | Primeira Liga      | 30         | 1          | 5     | 0     | 7              | 0              | 42     | 1      |
| 2015/16 | Sporting Lissabon | Vlag van Portugal | Primeira Liga      | 27         | 2          | 4     | 1     | 5              | 0              | 36     | 3      |
| 2016/17 | Sporting Lissabon | Vlag van Portugal | Primeira Liga      | 32         | 2          | 5     | 0     | 6              | 0              | 43     | 2      |
| 2017/18 | Sporting Lissabon | Vlag van Portugal | Primeira Liga      | 24         | 1          | 5     | 0     | 9              | 0              | 38     | 1      |
| 2018/19 | Real Betis        | Vlag van Spanje   | Primera División   | 30         | 0          | 6     | 0     | 7              | 0              | 43     | 0      |
| 2019/20 | Real Betis        | Vlag van Spanje   | Primera División   | 13         | 0          | 0     | 0     | —              | —              | 13     | 0      |
| 2020/21 | Real Betis        | Vlag van Spanje   | Primera División   | 8          | 2          | 0     | 0     | —              | —              | 8      | 2      |
| Totaal  | Totaal            | Totaal            | Totaal             | 255        | 18         | 33    | 1     | 34             | 0              | 322    | 19     |

## Interlandcarrière
Vanwege zijn afkomst mocht Carvalho uitkomen voor het Angolees én het Portugees voetbalelftal. Hij kreeg een uitnodiging van de Angolese voetbalbond, maar deze wees hij af. In 2012 en 2013 speelde hij vervolgens tien interlands voor Portugal -21.
In november 2013 werd Carvalho door bondscoach Paulo Bento voor het eerst opgeroepen voor het Portugees voetbalelftal. Op 19 november 2013 maakte Carvalho zijn debuut in de barragewedstrijd tegen Zweden voor het WK 2014 door een kwartier voor het einde van het duel in te vallen voor Raul Meireles. Portugal plaatste zich in deze wedstrijd definitief voor het WK 2014 door met 2–3 te winnen. Carvalho zou ook in de selectie van dit WK zitten. Op het WK speelde hij 45 minuten tegen Amerika als invaller voor André Almeida en later de hele wedstrijd tegen Ghana. Hij zou met Portugal uiteindelijk niet verder komen dan de groepsfase. Zijn toenmalige clubgenoten Marcos Rojo (Argentinië) en Rui Patrício (Portugal) waren ook actief op het toernooi. Bondscoach Fernando Santos nam Carvalho op 17 mei 2016 op in de Portugese selectie voor het Europees kampioenschap voetbal 2016 in Frankrijk. Zijn landgenoten en hij wonnen hier voor het eerst in de geschiedenis van Portugal een groot landentoernooi. Een doelpunt van Éder in de verlenging besliste de finale tegen Frankrijk: 1–0. William nam in juni 2017 met Portugal deel aan de FIFA Confederations Cup 2017, waar de derde plaats werd bereikt. Portugal won in de troostfinale van Mexico (2–1 na verlenging).
| Interlands van Carvalho voor Portugal | Interlands van Carvalho voor Portugal | Interlands van Carvalho voor Portugal | Interlands van Carvalho voor Portugal | Interlands van Carvalho voor Portugal | Interlands van Carvalho voor Portugal |
| №                                     | Datum                                 | Wedstrijd                             | Uitslag                               | Competitie                            | Goals                                 |
| Als speler bij Sporting Lissabon      | Als speler bij Sporting Lissabon      | Als speler bij Sporting Lissabon      | Als speler bij Sporting Lissabon      | Als speler bij Sporting Lissabon      | Als speler bij Sporting Lissabon      |
| ------------------------------------- | ------------------------------------- | ------------------------------------- | ------------------------------------- | ------------------------------------- | ------------------------------------- |
| 1.                                    | 19 november 2013                      | Zweden – Portugal                     | 2 – 3                                 | Kwalificatie WK 2014                  |                                       |
| 2.                                    | 5 maart 2014                          | Portugal – Kameroen                   | 5 – 1                                 | Vriendschappelijk                     |                                       |
| 3.                                    | 31 mei 2014                           | Portugal – Griekenland                | 0 – 0                                 | Vriendschappelijk                     |                                       |
| 4.                                    | 10 juni 2014                          | Ierland – Portugal                    | 1 – 5                                 | Vriendschappelijk                     |                                       |
| 5.                                    | 22 juni 2014                          | Verenigde Staten – Portugal           | 2 – 2                                 | WK 2014                               |                                       |
| 6.                                    | 26 juni 2014                          | Ghana – Portugal                      | 1 – 2                                 | WK 2014                               |                                       |
| 7.                                    | 7 september 2014                      | Portugal – Albanië                    | 0 – 1                                 | Kwalificatie EK 2016                  |                                       |
| 8.                                    | 11 oktober 2014                       | Frankrijk – Portugal                  | 2 – 1                                 | Kwalificatie EK 2016                  |                                       |
| 9.                                    | 14 oktober 2014                       | Denemarken – Portugal                 | 0 – 1                                 | Kwalificatie EK 2016                  |                                       |
| 10.                                   | 14 november 2014                      | Portugal – Armenië                    | 1 – 0                                 | Kwalificatie EK 2016                  |                                       |
| 11.                                   | 18 november 2014                      | Argentinië – Portugal                 | 0 – 1                                 | Vriendschappelijk                     |                                       |
| 12.                                   | 29 maart 2015                         | Portugal – Servië                     | 2 – 1                                 | Kwalificatie EK 2016                  |                                       |
| 13.                                   | 13 juni 2015                          | Armenië – Portugal                    | 2 – 3                                 | Kwalificatie EK 2016                  |                                       |
| 14.                                   | 14 november 2015                      | Rusland – Portugal                    | 1 – 0                                 | Vriendschappelijk                     |                                       |
| 15.                                   | 17 november 2015                      | Luxemburg – Portugal                  | 0 – 2                                 | Vriendschappelijk                     |                                       |
| 16.                                   | 25 maart 2016                         | Portugal – Bulgarije                  | 0 – 1                                 | Vriendschappelijk                     |                                       |
| 17.                                   | 29 maart 2016                         | Portugal – België                     | 2 – 1                                 | Vriendschappelijk                     |                                       |
| 18.                                   | 29 mei 2016                           | Portugal – Noorwegen                  | 3 – 0                                 | Vriendschappelijk                     |                                       |
| 19.                                   | 2 juni 2016                           | Engeland – Portugal                   | 1 – 0                                 | Vriendschappelijk                     |                                       |
| 20.                                   | 8 juni 2016                           | Portugal – Estland                    | 7 – 0                                 | Vriendschappelijk                     |                                       |
| 21.                                   | 18 juni 2016                          | Portugal – Oostenrijk                 | 0 – 0                                 | EK 2016                               |                                       |
| 22.                                   | 22 juni 2016                          | Hongarije – Portugal                  | 3 – 3                                 | EK 2016                               |                                       |
| 23.                                   | 25 juni 2016                          | Kroatië – Portugal                    | 0 – 1                                 | EK 2016                               |                                       |
| 24.                                   | 30 juni 2016                          | Polen – Portugal                      | 1 – 1 (3–5 n.s.)                      | EK 2016                               |                                       |
| 25.                                   | 10 juli 2016                          | Portugal – Frankrijk                  | 1 – 0 (n.v.)                          | EK 2016                               |                                       |
| 26.                                   | 1 september 2016                      | Portugal – Gibraltar                  | 5 – 0                                 | Vriendschappelijk                     |                                       |
| 27.                                   | 6 september 2016                      | Zwitserland – Portugal                | 2 – 0                                 | Kwalificatie WK 2018                  |                                       |
| 28.                                   | 10 oktober 2016                       | Faeröer – Portugal                    | 0 – 6                                 | Kwalificatie WK 2018                  |                                       |
| 29.                                   | 13 november 2016                      | Portugal – Letland                    | 4 – 1                                 | Kwalificatie WK 2018                  | 69'                                   |
| 30.                                   | 25 maart 2017                         | Portugal – Hongarije                  | 3 – 0                                 | Kwalificatie WK 2018                  |                                       |
| 31.                                   | 28 maart 2017                         | Portugal – Zweden                     | 2 – 3                                 | Vriendschappelijk                     |                                       |
| 32.                                   | 3 juni 2017                           | Portugal – Cyprus                     | 4 – 0                                 | Vriendschappelijk                     |                                       |
| 33.                                   | 9 juni 2017                           | Letland – Portugal                    | 0 – 3                                 | Kwalificatie WK 2018                  |                                       |
| 34.                                   | 18 juni 2017                          | Mexico – Portugal                     | 2 – 2                                 | Confederations Cup                    |                                       |
| 35.                                   | 21 juni 2017                          | Rusland – Portugal                    | 0 – 1                                 | Confederations Cup                    |                                       |
| 36.                                   | 28 juni 2017                          | Chili – Portugal                      | 0 – 0                                 | Confederations Cup                    |                                       |
| 37.                                   | 2 juli 2017                           | Mexico – Portugal                     | 1 – 2                                 | Confederations Cup                    |                                       |

Bijgewerkt op 7 juli 2017.

## Erelijst
| Competitie          |                   |                   |                   |                   |
| Competitie          | Aantal            | Jaren             |                   |                   |
| Sporting Lissabon   | Sporting Lissabon | Sporting Lissabon | Sporting Lissabon | Sporting Lissabon |
| ------------------- | ----------------- | ----------------- | ----------------- | ----------------- |
| Taça de Portugal    | 1x                | 2014/15           |                   |                   |
| Taça da Liga        | 1x                | 2017/18           |                   |                   |
| Portugal            |                   |                   |                   |                   |
| UEFA EK             | 1x                | 2016              |                   |                   |
| UEFA Nations League | 1x                | 2018/19           |                   |                   |